# 1923 no País de Gales
Este artigo é sobre o significado particular do ano de 1923 para o País de Gales e seu povo. 

## Eventos
- 1 de janeiro — Todas as principais ferrovias da Grã-Bretanha são amalgamadas nas “Quatro Grandes” empresas sob os termos da Lei das Ferrovias de 1921. As Ferrovias Cambrianas e uma série de linhas menores e suas docas no sul do País de Gales são fundidas na Great Western Railway e a London and North Western Railway e a Midland Railway tornam-se parte da London, Midland and Scottish Railway.[1]
- 13 de fevereiro — A British Broadcasting Company faz sua primeira transmissão no País de Gales, da “Estação 5WA” em Cardiff . Mostyn Thomas abre o programa, cantando Dafydd y Garreg Wen e Gwilym Davies torna-se o primeiro orador a transmitir na língua gales.[2]
- 7 de abril — Em uma eleição suplementar de Anglesey, Sir Robert Thomas (Liberal) retorna ao assento que havia perdido anteriormente.
- 26 de abril — Em um acidente de mineração em Trimsaran, nove mineiros de carvão morrem num acidente.
- 1 de junho — A etapa final da Welsh Highland Railway é reaberta.[3]
- 6 de agosto — O Parque Memorial da Guerra Ynysangharad em Pontypridd é dedicado pelo Marechal de Campo Visconde Allenby.[4]
- 14 de setembro – Edward Bevan é entronizado como o primeiro Bispo da nova Diocese Anglicana de Swansea &amp; Brecon.[5][6]
- 6 de dezembro - Nas eleições gerais do Reino Unido: 
  - Ellis Davies retorna ao Parlamento como deputado liberal por Denbigh.
  - David Grenfell é eleito sem oposição pelo Partido Trabalhista em Gower.
  - Rhys Hopkin Morris ganha Ceredigion para os Liberais Independentes (dos Liberais).
  - Thomas Henry Parry mantém Flintshire para os liberais com uma maioria aumentada.
- dezembro – Agnes Twiston Hughes torna-se a primeira mulher galesa a se qualificar como advogada.[7]
- data desconhecida
  - Maurice Jones sucede Gilbert Joyce como diretor do St David's University College, Lampeter.[8]
  - Sir William Henry Hoare Vincent torna-se membro do Conselho da Índia.[9]
  - Começa a produção de carvão na Llay Main Colliery, no North Wales Coalfield.

## Artes e literatura
- 5 de fevereiro – WH Davies casa-se com Helen Payne, uma ex-prostituta trinta anos mais nova, em East Grinstead.[10]
- 30 de maio – BBC Cardiff (estação 5WA) transmite a primeira apresentação completa de uma nova ópera orquestral.[11]
- 6 de junho – Charles Langbridge Morgan casa-se com Hilda Vaughan.
- WS Gwynn Williams torna-se Diretor de Música do Gorsedd of Bards.[12]

### Prêmios
- National Eisteddfod of Wales (realizado em Mold, Flintshire)
- National Eisteddfod of Wales: Presidente - D. Cledlyn Davies, "Dychweliad Arthur”[13]
- Eisteddfod Nacional do País de Gales: Coroa - Albert Evans Jones, “Yr Ynys Unig”[14]

### Novos livros

#### Língua inglesa
- Graham John — Um Século de Música Galesa[15]
- Thomas Richards — Desenvolvimentos Religiosos no País de Gales (1654–1662)

#### Língua galesa
- Edward Tegla Davies – Gŵr Pen e Bryn[16]
- John Owen – Gwybodaeth e Sanctaidd

### Música
- WS Gwynn Williams traz uma nova edição de Folk Songs from Anglesey With Pianoforte Accompaniment, com palavras em inglês de Robert Bryan .[17]

## Filmes
- 14 de setembro – GA Cheetham, filho do pioneiro do cinema Arthur Cheetham, filma a inauguração do memorial de guerra em Aberystwyth e outras cenas da vida da cidade, a serem exibidas nos cinemas locais.
- Ivor Novello aparece em O Homem Sem Desejo, A Rosa Branca e Bonnie Prince Charlie .

## Esporte
- Boxe
  - 18 de junho – Jimmy Wilde perde o título mundial da categoria mosca moscas e se aposenta do esporte.
- Futebol
  - 5 de março – País de Gales empata em 2–2 na partida do British Home Championship contra a Inglaterra, disputada em Ninian Park, Cardiff .
- União do rugby
  - 7 de dezembro – O Old Penarthians RFC é fundado.[18]

## Nascimentos
- 22 de fevereiro – Bleddyn Williams, jogador de rugby (falecido em 2009) [19]
- 28 de fevereiro – John Gwilliam, jogador de rugby (falecido em 2016)
- 3 de abril - John Ormond, poeta e jornalista (falecido em 1990) [20]
- 21 de abril - Ronald Cass, compositor de filmes (falecido em 2006)
- 25 de abril - Paul Whitsun-Jones, ator (falecido em 1974)
- 26 de julho - Bernice Rubens, romancista (falecida em 2004)
- 19 de agosto - Dill Jones, pianista (falecido em 1984) [21]
- 3 de setembro - Robin Williams, locutor e ensaísta (falecido em 2003)
- 22 de setembro - Dannie Abse, poeta (falecido em 2014) [22]
- 30 de setembro - Donald Swann, músico (falecido em 1994) [23]
- 1 de outubro - Trevor Ford, jogador de futebol (falecido em 2003)
- 5 de outubro - (na África do Sul) Glynis Johns, atriz (falecida em 2024) [24]
- 13 de outubro – Les Pearce, jogador e treinador da liga de rugby (falecido em 2018)
- 6 de novembro – Donald Houston, ator (falecido em 1991) [25]
- 13 de novembro - Alf Sherwood, jogador de futebol (falecido em 1990)
- 21 de novembro – Harry Greene, especialista em DIY de televisão (falecido em 2013)
- 30 de novembro - John James, romancista histórico (falecido em 1993)
- 8 de dezembro – Gwilym Prys Davies, Barão Prys-Davies, político (falecido em 2017) [26]
- 11 de dezembro – Denis Brian, jornalista e autor galês (falecido em 2017)
- 19 de dezembro - Elwyn Jones, escritor de televisão (falecido em 1982)

## Mortes
- 9 de janeiro – Richard John Lloyd Price, escudeiro de Rhiwlas, 79
- 22 de fevereiro – John Jenkins, primeiro-ministro da Austrália do Sul, 71
- 6 de março
  - General Sir Owen Thomas, político, 64[27]
  - Robert Windsor-Clive, 1º Conde de Plymouth, Lorde Tenente de Glamorgan, 65[28]
- 19 de março – Evan Rees (Dyfed), poeta, 73
- 1 de abril – Georgiana Rolls, Baronesa Llangattock, socialite, benfeitora e colecionadora, 86[29]
- 4 de maio – J. Brynach Davies (Brynach), poeta, 49
- 27 de maio – Charles Lewis, jogador de rugby, 70
- 18 de julho – Thomas Arthur Lewis, professor, advogado e político, 41[30]
- 12 de outubro – John Cadvan Davies, poeta e escritor de hinos, 77
- data desconhecida - Edward Bowen, jogador de futebol, 64/65